# William Holder Zachariasen
Frederik William Holder Zachariasen (o Houlder) (Langesund, 5 febbraio 1906 – Santa Fe, 24 dicembre 1979) è stato un fisico norvegese.

## Biografia
Zachariasen pubblica il suo primo articolo all'età di 19 anni, dopo averlo dapprima presentato all'Accademia delle Scienze Norvegese l'anno precedente. L'argomento è lo studio degli ossidi tramite la diffrazione a raggi X. Con questa pubblicazione nel 1925 egli comincia un periodo di contribuzioni alla letteratura scientifica, in molte delle quali appare come singolo autore, che copriranno un arco di 55 anni. All'età di 22 anni riceve il suo Ph.D., risultando la più giovane persona ad ottenere tale attestato in Norvegia. Negli anni 1928-29, è Postdoctoral  Fellow nel laboratorio di Sir Lawrence Bragg, dove comincia il suo studio sulle strutture dei silicati; studio che culminerà nella prima reale comprensione della struttura dei vetri. In seguito torna all'Università di Oslo, ma, nel giro di un anno, accetta la chiamata dal premio Nobel Arthur Compton che lo invita alla facoltà di Fisica dell'Università di Chicago. Ha 24 anni.

## Influenza sulla scienza dei vetri
Nel 1932 W.H. Zachariasen pubblicò "The Atomic Arrangement in Glass", un articolo classico che ebbe probabilmente la maggior influenza rispetto ad ogni altro lavoro pubblicato riguardo alla scienza dei vetri. Il lavoro di Zachariasen permise l'evoluzione della comprensione della struttura dei vetri e della sua relazione con la composizione degli stessi.
Le quattro regole per la formazione di un vetro a partire da una composizione  {\displaystyle A_{m}O_{n}} sono:
- un atomo di ossigeno (anione) è legato a non più di due atomi di A (cationi formatori).
- il numero di coordinazione per i cationi formatori è basso (≤4).
- le unità strutturali poliedriche condividono angoli, ma non lati o facce.
- le unità strutturali poliedriche sono legate in un network 3D (almeno tre angoli sono condivisi).